# Bombardejos del Maestrat
Els bombardejos del Maestrat van ser una sèrie d'atacs aeris realitzats sobre diverses localitats de la comarca de l'Alt Maestrat, realitzats el maig de 1938, en el transcurs de la Guerra Civil Espanyola, per bombarders Junkers Ju 87 Stuka de la Legió Còndor alemanya, que combatien en favor dels sublevats contra el govern de la Segona República Espanyola. Les estimacions de víctimes xifren els morts al voltant de les 38 persones.

## Descripció
La Legió Còndor tenia com a Comandant al tinent coronel Wolfram von Richthofen (cosí de l'històric aviador de la Primera Guerra Mundial Manfred von Richthofen, més conegut com el Baró Roig). Segons algunes interpretacions d'informes existents en l'arxiu militar de Friburg, els bombardejos d'Albocàsser, Ares del Maestrat, Benassal i Vilar de Canes, duts a terme durant maig de 1938, tenien com a principal objectiu provar les característiques dels nous bombarders alemanys Junkers Ju 87. Les localitats, situades a l'actual comarca de l'Alt Maestrat, es trobaven en la mateixa línia del front, coincidint amb el desenvolupament de l'Ofensiva del Llevant per part de l'exèrcit nacional. El novembre de 1936 s'havia traslladat la capital i el govern de la República de Madrid a València, i a l'octubre de 1937 es traslladaria al seu torn de València a Barcelona.
Els bombardejos es van iniciar el 21 de maig de 1938, quan van caure tres bombes a Albocàsser, seguides el sendemà passat altres nou. El dia 24 van bombardejar Ares del Maestrat, el dia 25 Benassal i el 26 Vilar de Canes. El dia 28 de maig van caure altres sis bombes a Benassal i el 29 tres més en Ares i altres tres el dia 31 a Vilar. Els bombardejos es van produir durant 10 dies, en un radi de poc més 30 quilòmetres, morint almenys 38 persones.

### Context
Alguns autors opinen que els bombardejos del Maestrat van ser atacs contra objectius civils realitzats amb la finalitat de provar noves tècniques i tecnologies per part de l'Alemanya nazi. El bombardeig de Guernica d'abril de 1937 per exemple va ser un bombardeig en estora per destruir una població civil. Un mes abans avions italians havien bombardejat Durango el 31 de març en tres onades al llarg de tot el dia, causant uns 294 morts.
Tampoc va ser el primer bombardeig contra civils que havien dut a terme els aliats dels nacionals a les regions del Mediterrani, atès que el gener de 1938 es va iniciar la campanya de Bombardejos a la costa mediterrània, a la qual cal sumar l'ofensiva llançada a l'abril. Al mes de maig, a més del Maestrat, es van produir nombrosos bombardejos a ciutats mediterrànies: Alacant, amb el bombardeig del 25 de maig, o el bombardeig de Granollers una setmana més tard van ser també objectius.